# Правило трёх очков за победу
Правило трёх очков за победу (англ. Three points for a win rule) — правило начисления очков футбольным командам во внутренних национальных чемпионатах, групповых этапах клубных турниров и соревнований национальных сборных, заключающееся в следующем: за победу команда получает три очка в турнирной таблице, за ничью получает только одно очко и в случае проигрыша очков не получает. Ранее команда получала за победу только два очка.
Правило впервые применялось в футболе в 1981 году во время проведения чемпионата Англии. В рамках проведения отборочных турниров и финальных частей чемпионатов мира и континентальных чемпионатов правило действует с 1994 года после проведения чемпионата мира в США. ФИФА официально утвердило правило в 1995 году.
Основной целью правила являлось стимулирование команд в чемпионатах к более агрессивным и атакующим действиям, поскольку ценность каждой победы в чемпионате возрастала как минимум в полтора раза. Введение правила повлияло на расстановки преимущественно в тех чемпионатах, где играло не менее 16 команд.

## Обоснования для правила
Когда действовало старое правило двух очков за победу (на логическом основании того, что в случае ничьей команды делили очки поровну, а победитель получал всё), футбольные тренеры обычно делали ставку на победу дома и ничью в гостях. Это вызывало значительные недовольства среди фанатов и экспертов из-за однообразной игры.
Ввод правила трёх очков позволял при случае ничейного счета обострить игру в самом конце встречи: если команду не устраивал счёт, то она готова была рискнуть и побороться за три очка, несмотря на угрозу пропустить роковой гол и потерять все очки. К тому же это снижало риск того, что некоторые команды могли сыграть вничью для определённых достижений (победа в турнире или сохранение прописки в лиге). Ранее правило двух очков за победу развязывало руки некоторым лицам, заинтересованным в сдаче определённых матчей. Ввод нового правила позволял командам играть в более позитивном и атакующем стиле.
Критика правила трёх очков за победу заключается в том, что один гол в конце встречи может разрушить все планы и деморализовать команду на длительный срок. Среднее число матчей в Англии, оканчивающееся вничью, так и не изменилось со времён ввода нового правила, однако в таких странах, как Турция, это правило повысило зрелищность футбола: среднее число голов в матчах турецкого чемпионата значительно возросло.
Для снижения количества ничьих в круговых турнирах в разных странах вводились и другие правила, такие как послематчевые пенальти, лимит на ничьи.

## История
Автором правила является футбольный тренер Джимми Хилл, предложивший ввести это правило в Футбольной лиге Англии. В 1981 году в рамках эксперимента в Англии прошёл чемпионат по такой системе, однако популярным это правило стало только после чемпионата мира 1994 года, когда в 1995 году ФИФА официально утвердило его в регламенте чемпионата мира. Изменение правила привело к тому, что некоторые команды по новым правилам уже не выходили из групп на чемпионатах мира (не только по причине изменения числа участников и отмене правила сравнения команд из нескольких групп): в 2010 году из группы не вышла сборная Новой Зеландии (по старым правилам она вышла бы за счёт разницы мячей).
Необходимо отметить, что ещё за десять лет до англичан в Советском Союзе проводился эксперимент, при котором за победу начислялись три очка, а за ничью одно. Этот эксперимент был проведён в рамках 2-й и 6-й зон второй лиги СССР в сезонах 1971 и 1972.

### Хронология введения правила
- 1981: Англия
- 1982: Израиль[8]
- 1983: Новая Зеландия[9]
- 1987: Турция
- 1988: Норвегия[10]
- 1990: Швеция[11]
- 1992: Греция[12], Финляндия
- 1993: Бельгия (Дивизион 2), Болгария[13], Ирландия[14], Италия (Серия C)
- 1994: Хорватия, Чехия[15], Франция[16], Венгрия, Италия (Серия A), Румыния, Шотландия
- 1995: Аргентина, Австрия, Бельгия (Дивизион 1), Бразилия, Колумбия, Дания, Германия, Мексика, Нидерланды, Польша, Португалия, Россия, Испания, Швейцария, Уругвай
- 2000: США[17][18]

## Варианты
С 1996 по 2000 годы в MLS (США) действовала точно такая же система, однако в MLS не было возможностей сыграть вничью: одно очко команда получала за победу по пенальти. В Норвегии применялось аналогичное начисление очков в 1987 году, однако одно очко команда получала за проигрыш по пенальти, два за победу по пенальти и все три очка за победу в основное время.
В первых трёх чемпионатах СССР (1936—1937) за победу давалось три очка, но система начисления очков была следующей: 3 очка за победу, 2 за ничью, 1 за поражение и 0 за неявку. То есть победа плюс поражение, как и при системе «два очка за победу», равнялась двум ничьим.

## В хоккее
Аналогичную систему начисления очков хотели ввести в НХЛ в 2004 году: три очка начислялось бы за победу в основное время, два за победу в овертайме и одно за ничью или поражение в овертайме. Предложение рассмотрели во время локаута в НХЛ, однако в феврале 2007 года руководства всех команд отказались от такой идеи окончательно.
В чемпионатах большинства европейских стран такая система была введена между 1998 и 2006 гг. (в чемпионате России — в 1999 году).
В 2006 году на конгрессе ИИХФ было принято решение, что, начиная с чемпионата мира 2007 года, на всех турнирах под эгидой ИИХФ во всех матчах (включая групповые турниры) в случае ничейного результата по итогам основного и дополнительного времени матча команды пробивают буллиты. При этом за победу в основное время команда получает три очка, за победу в дополнительное время или по буллитам — два очка, за поражение в дополнительное время или по буллитам — одно очко. Таким образом, матчи не могут завершаться с ничейным результатом (в НХЛ ничьи были отменены ещё в 2005 году, но за победу в основное время команды по-прежнему получают два очка). В чемпионате России такая система действует, начиная с сезона 2007/2008.